# عینک‌سازی

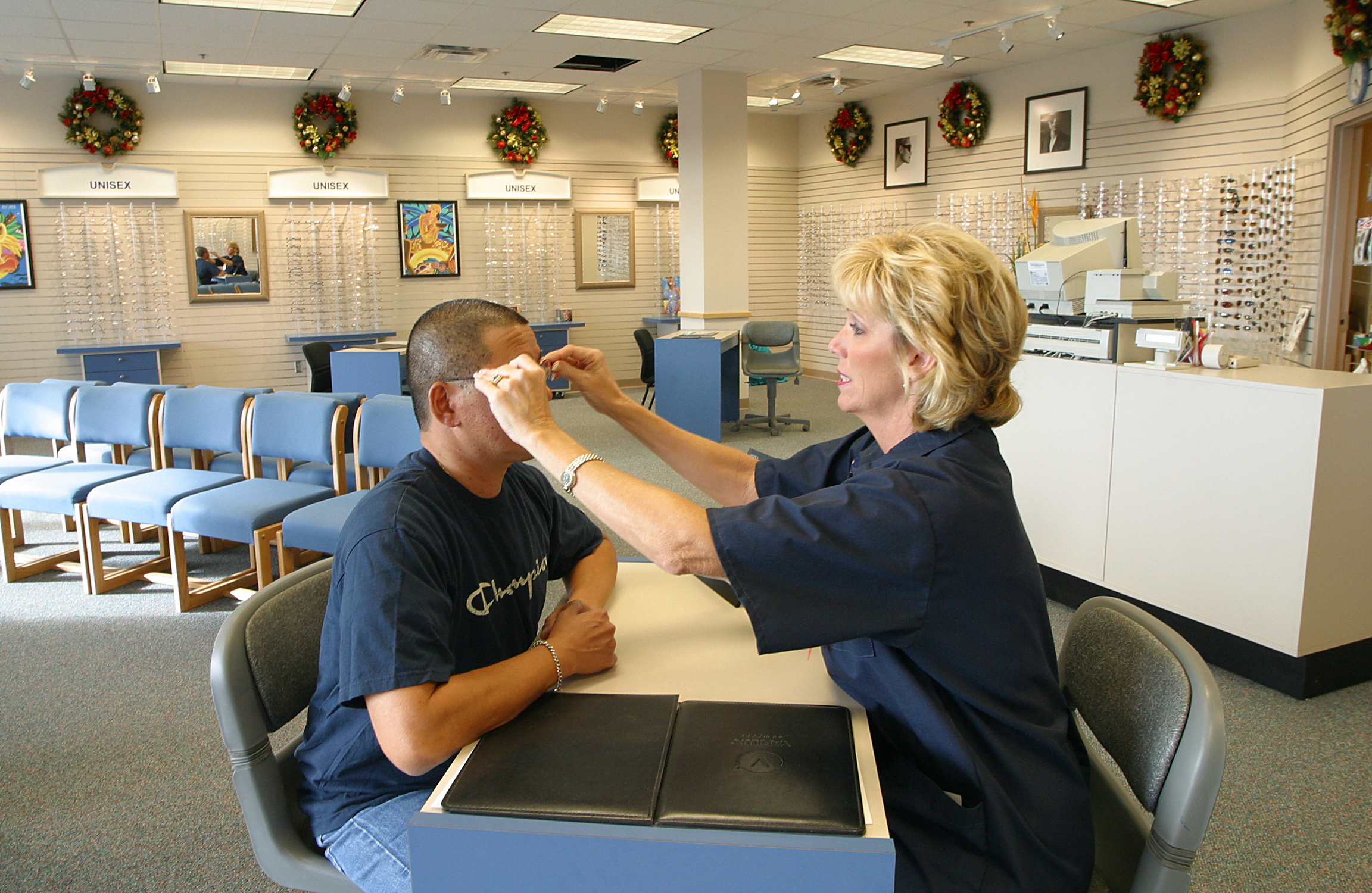

عینک‌سازی در تعدادی کشورهای جهان از وظایف عینک‌سازی یا در کشورها یکی از وظایف اپتومتریست (بینایی سنج) می‌باشد. فردی که در ساخت عینک متخصص است موظف است بر اساس تجویز چشم‌پزشک یا بینایی سنج (به انگلیسی: Optometrist) یک عینک طبی ساخته یا لنز تماسی مناسب را در اختیار فرد قرار دهد. توجه به استانداردهای جهانی در ساخت عینک از ملزومات اداره یک عینک سازی است. لازم است ذکر شود که چشم‌پزشک‌ها در تعدادی کشورهای دنیا تخصص لازم برای ساخت عینک طبی را ندارند اما در برخی کشورها مانند ایتالیا و روسیه و ایرلند و کشورهای نوردیک و اسپانیا (با توجه به کتاب ecoo blue book و همچنین سایت زبان اصلی اپتومتری) این وظیفه به اپتومتریست‌ها محول شده است در این کشورها اپتومتریست‌ها زیر نظر وزارت بهداشت و درمان ان کشور مجوز ساخت عینک طبی را دریافت و با داشتن تحصیلات آکادمیک اپتومتری اقدام به ساخت عینک طبی می‌کنند.

## عینک سازی در ایران
عینک سازی در ایران بر عهده اپتومتریست همچنین افراد عینک سازی که زیر نظر و با مجوز وزارت بهداشت فعالیت می‌کنند است. فروش عینک توسط افرادی که تحصیلات مناسب در زمینه عینک نداشته (مانند خرده فروش‌ها و دستفروش‌ها و عینک سازان فاقد صلاحیت فنی) غیرقانونی بوده و این افراد فقط به مدگرایی عینک نه به جنبه درمانی آن توجه می‌کنند و این عمل آسیب جدی به چشم فرد وارد می‌کند.

### تخلفات در زمینه عینک و لنز در ایران
در ایران بسایری از بوتیک‌ها خرازی‌ها و تریکوها اقدام به فروش عینک می‌کنند در صورتی که عینک ساز نیستند و همچنین زیر نظر اپتومتریست نیز فعالیت نمی‌کنند این اقدام با توجه به این که عینک یک وسیله کاربردی در بسیاری از مسایل است مشکلات جدی و بعضاً جبران ناپذیری به وجود می‌آورد و همچنین در سال‌های قبل از ۹۲ عینک‌های آماده در ایران توزیع می‌شد که بدون نسخه‌نویسی توسط اپتومتریست یا چشم‌پزشک صورت می‌گرفت -در صورتی که در نقاط دیگر دنیا عینک قبل از توزیع باید حتماً توسط اپتومتریست یا چشم‌پزشک نسخه‌نویسی و سپس توزیع شود- و این مسئله تهدیدی بسیار جدی برای چشم فرد محسوب می‌شد چرا که هر شخص نمرهٔ عینک ویژه خود و با ویژگی‌های مشخص خود را دارد (مانند دوربینی و نزدیک بینی و آستیگماتیسم و تنبلی چشم و…) و همچنین فروش لنزهای غیر استاندارد و مافیایی در بازار ایران که از دستفروش‌ها و خرازی‌ها تهیه می‌شود سبب آسیب جدی و حتی نابینایی می‌گردد

### تاریخچه عینک سازی در ایران
در سال ۱۳۴۶ ه‍.ش در آیین‌نامه مؤسسه عینک طبی که به استناد قانون مواد خوردنی، آشامیدنی، آرایشی و بهداشتی مصوب سال۱۳۳۴ تنظیم شده است صراحتاً جایگاه حرفه‌ای اپتومتری دیده شده و به‌طور صریح آینده حرفه‌ای اپتومتری در کشور تبیین شد در حالی که در آن زمان تعداد اپتومتریست‌های شاغل در کشور ناچیز بوده است. اولین دوره‌های آموزشی اپتومتری در کشور به صورت دوره‌های دو ساله کاردانی با مدرسان فرانسوی در دهه ۱۳۵۰ ه‍.ش برگزار گردید.